# Santana (portugalská farnost)
Santana je farnost na portugalském ostrově Madeira, která se nachází na severovýchodě ostrova ve stejnojmenném okresu Santana. V roce 2021 zde žilo 2 838 obyvatel, což je nejméně od roku 1864. V roce 1950 dosáhl počet obyvatel vrcholu (4 953) a poté začal klesat.

## Historie

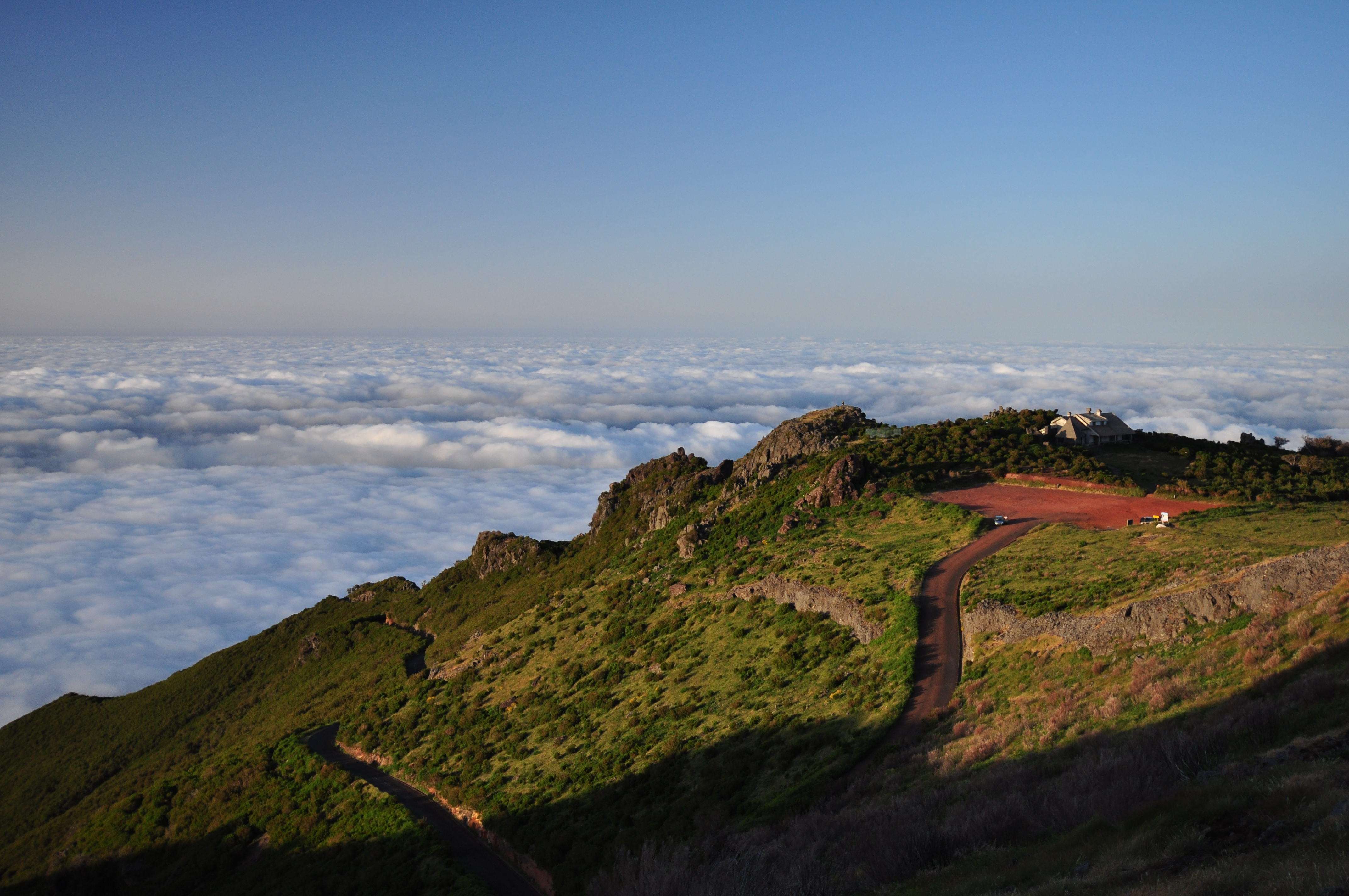
Achada do Teixeira

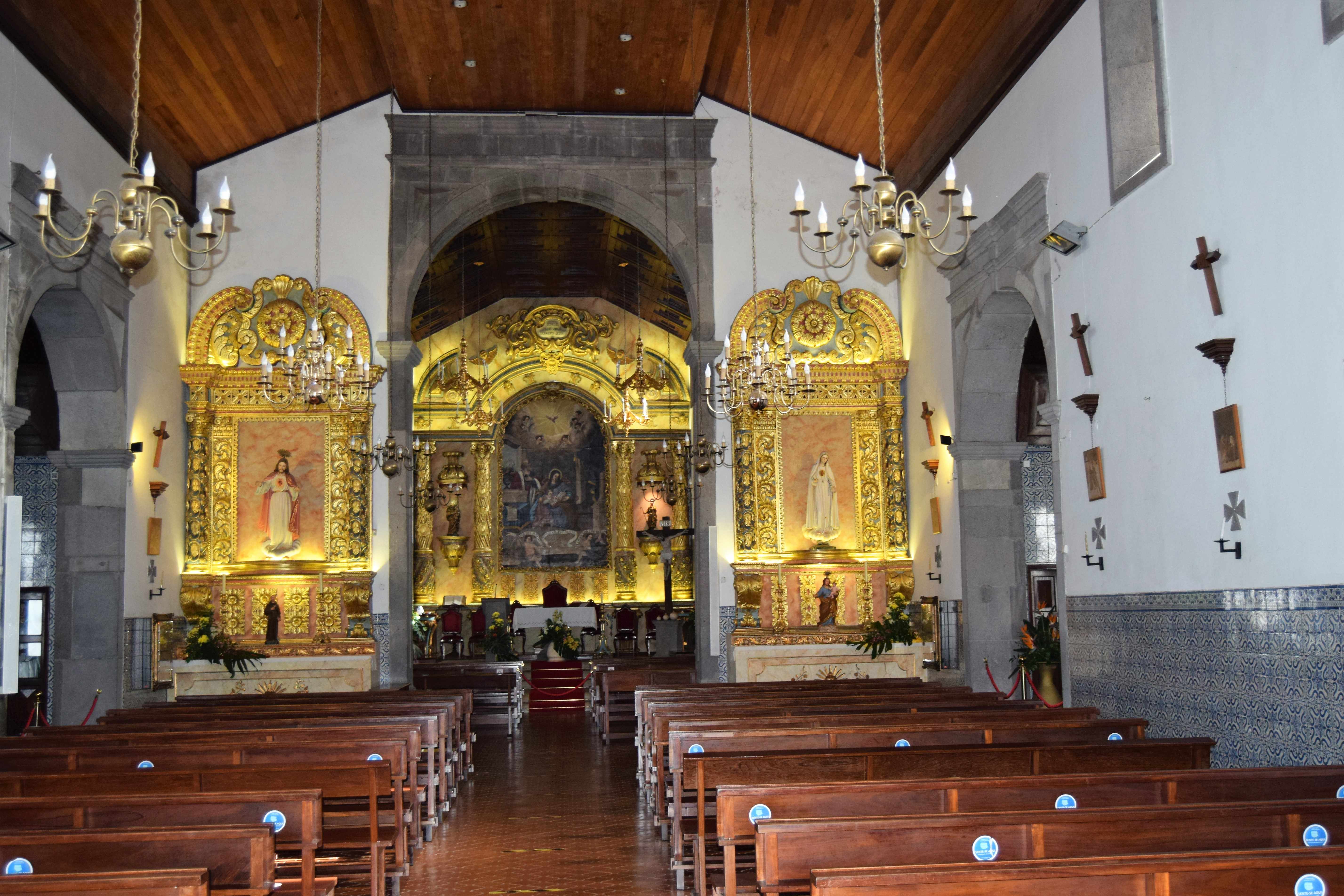
Interiér kostela sv. Anny

Santana byla založena 4. června 1552. Už od začátku osídlování Madeiry je Santana popisována jako jedno z nejpůvabnějších a nejmalebnějších míst na ostrově, které se z hlediska architektury vyznačuje tradičními domky a z hlediska flóry zde může najít rostliny jako například hortenzii velkolistou.
Z Achada do Teixeira, v nadmořské výšce kolem 1 592 m n. m., se nacházejí dva geologické útvary, které jsou krásnou ukázkou umělecké schopnosti přírody: „tvář“ a „stojící muž“. O těchto útvarech vznikla legenda, která se vypráví dětem v Santaně. Z tohoto místa vede stezka na nejvyšší horu ostrova Pico Ruivo, která měří 1 862 m n. m.
Kaple z roku 1550 a kostel z druhé poloviny 17. st. v Santaně odkazují na uctívání svatého Antonína z Padovy.

## Ekonomika
Zemědělství je pro obyvatele Santany základním zdrojem obživy. Kdysi se zde pěstovala pšenice a kukuřice, cukrová třtina, víno a choval se dobytek.
Naprostá většina jeho obyvatel se však snažila přežít a často byla nucena dělit se s majitelem půdy o polovinu svých produktů. Žili ve skromných domech a v dobách těžké krize způsobené nepřízní počasí a epidemiemi hledali štěstí v cizině. Pouze hrstka bohatých pánů, z nichž někteří žili ve Funchalu, měla kvalitativně vyšší životní úroveň, protože pronajímali svou půdu.
Voda byla pro produktivitu farnosti Santana nepostradatelná. V roce 1789 protékalo náhorní plošinou více než padesát velkých a malých levád. Vlastnictví tohoto vzácného majetku zapříčinilo mnoho sporů mezi rodinami, které je vlastnily.
Dlouhou dobu byla tato farnost kvůli obtížné dostupnosti izolovaná a zapomenutá. V posledních letech prošla farnost Santana zemědělskými inovacemi a nyní se zde pěstuje mnoho intenzivních plodin. Zemědělství stále zaměstnává 60 % pracujících obyvatel, přičemž nejvíce investic přitahuje ovocnářství a zahradnictví. Nejdůležitějšími plodinami jsou brambory, kukuřice, citrony a zelené fazole.
Jakožto centrum okresu je ve farnosti Santana mnoho obchodů a je zde k dispozici spoustu služeb. Kromě maloobchodních prodejen je zde i tržnice. Co se týče služeb, obyvatelé mají k dispozici finanční úřad, notářský úřad, občanskou, poštu s doručováním zásilek do domu, hasičský sbor, banku, pojišťovacího makléře a advokátní kancelář. Jsou zde i tři mateřské školy, tři základní školy (z toho jedna soukromá) a jedna střední škola.